# Telaprevir
Telaprevir, nome comercial Incivek ou Incivo, é um fármaco  utilizado no tratamento da hepatite C, genotipo 1. Membro de uma classe farmacológica dos inibidores de protease, é uma co-produção dos laboratórios Vertex Pharmaceuticals e Johnson & Johnson.
Foi aprovado pelo FDA em 2011. Sua segurança foi avaliada por meio de três ensaios clínicos de fase III envolvendo aproximadamente 2250 pacientes.